# Ilex guizhouensis
Ilex guizhouensis är en järneksväxtart som beskrevs av Chang Jiang Tseng. Ilex guizhouensis ingår i släktet järnekar, och familjen järneksväxter. Inga underarter finns listade i Catalogue of Life.